# Hinterbrühl

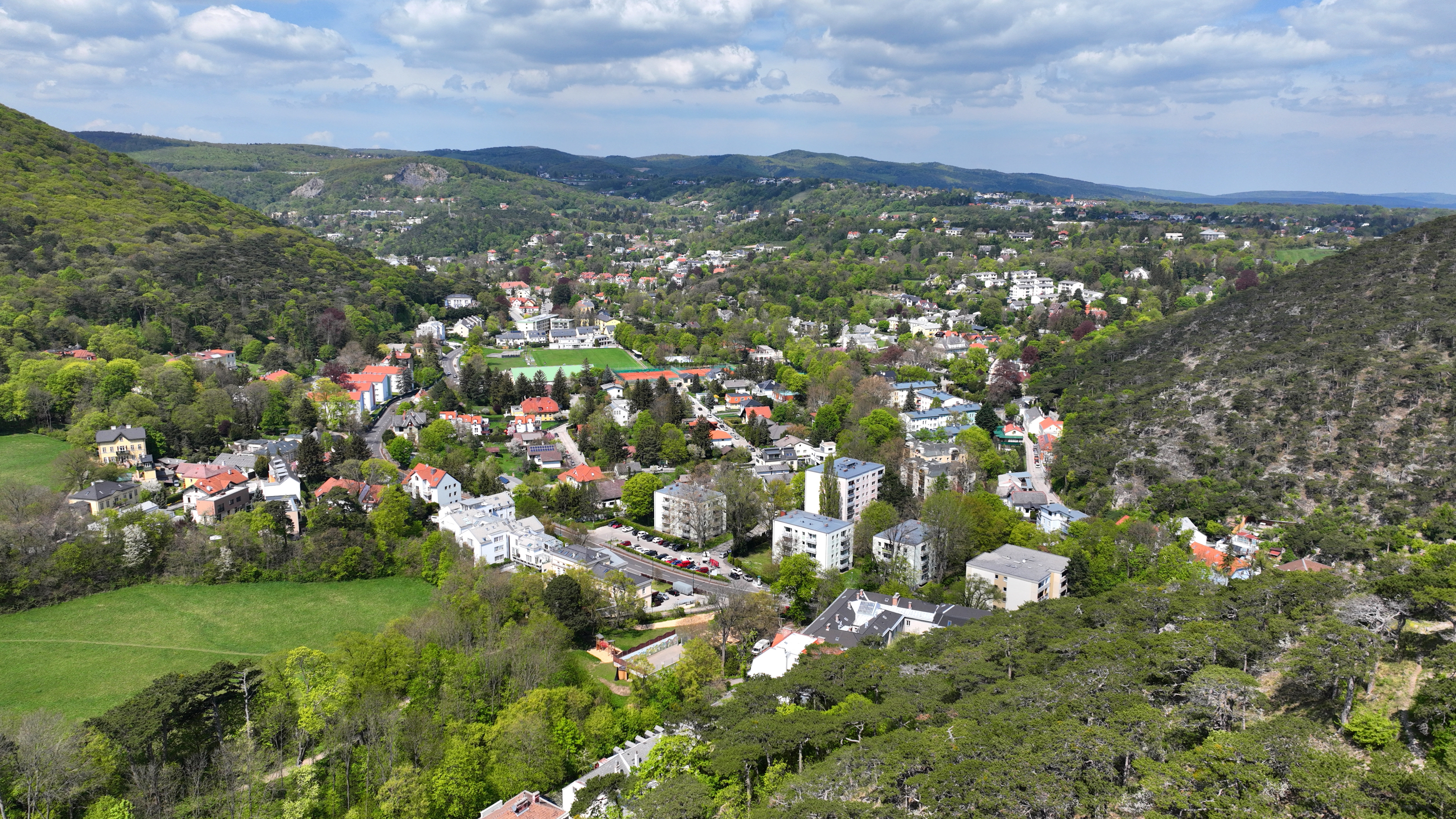
Hinterbrühl

Hinterbrühl es un municipio situado a unos 17 km al sudoeste de Viena, con 4.002 habitantes. 

## Geografía

### Entidades dentro del Municipio
El municipio consta de las siguientes pedanías: Hinterbrühl, Sparbach y Weissenbach con Wassergspreng. Hasta 1971 se trataba de tres municipios separados. 

### Municipios vecinos
| Kaltenleutgeben | Gießhübl | Maria Enzersdorf |
| Wienerwald      |          | Mödling          |
| Gaaden          |          | Gumpoldskirchen  |

## Historia
Ya hace 6.000 años estaba poblado este lugar, como muestran las excavaciones en el Kalenderberg y en Wassergspreng. En 1182 se menciona por primera vez a un habitante de Hinterbrühl con el nombre Gerungus de průle.
Igual que todo su entorno sufrió Hinterbrühl los asedios turcos, el primero en 1529 y el segundo en 1683. La mayor parte de la población muere o es desplazada, por lo que en la zona se establecieron colonos de Estiria.
En el verano de 1850 tuvieron lugar en Hinterbrühl por primera vez elecciones municipales. En 1883 se inauguró el primer tranvía eléctrico de Austria desde Mödling a Vorderbrühl, que en 1885 se prolongó a Hinterbrühl. El 31 de marzo de 1932 se cerróy hoy solo recuerda esto el lugar donde estuvo la estación final.
De 1944 a 1945 estuvo emplazado en Hinterbrühl un Campo de concentración, donde presos de toda Europa eran utilizados para el Trabajo esclavo. Los presos eran obligados a trabajar en la Seegrotte en la fabricación de armas para la Wehrmacht. En los últimos días de la guerra en 1945 se cerró este campo externo de Mauthausen y se ordenó a los aproximadamente 1800 presos emprender una marcha de 200 km a Mauthausen, algo a lo que casi ninguno sobrevivió. Ya antes del inicio de la marcha los SS asesinaron a 51 presos (enfermos) mediante inyecciones de gasolina.
En 1988 por encima de la Seegrotte se levantó un monumento en recuerdo de las víctimas en el lugar en que estuvo la fosa común de los 51 presos asesinados. En julio de 2000 y también en enero de 2004 el monumento fue dañado y parcialmente destruido por desconocidos.

## Política

### Consejo municipal
- ÖVP-Aktionsgemeinschaft 13, BL (Lista ciudadana) 6, SPÖ 4, D.B.A. - Lista Kuskardy 2 (Situación en 2005)

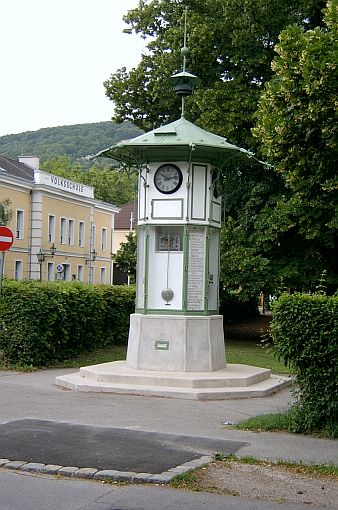
Antigua estación meteorológica junto al Parque Beethoven.

## Cultura y lugares de interés
Es célebre la Seegrotte: en 1912 y debido a unas explosiones en una explotación minera más de 20 millones de litros de agua cayeron a los túneles. Se formó así el mayor lago subterráneo de Europa, con un área de 6.200 m².
La gruta permaneció cerrada hasta que en los años 30 un equipo internacional de espeleólogos descubrió un entorno de un gran interés, que a partir de entonces se abriría al público. Durante la Segunda Guerra Mundial el régimen nazi requisó la gruta para su uso por la industria bélica, con la intención de poner esta producción al abrigo de los bombardeos aliados.
Es conocido también el Höldrichsmühle, donde según la leyenda Franz Schubert encontró la inspiración para su canción Am Brunnen vor dem Tore.
Merece una mención especial el Coro de Gospel de Hinterbrühl "voice rejoice".

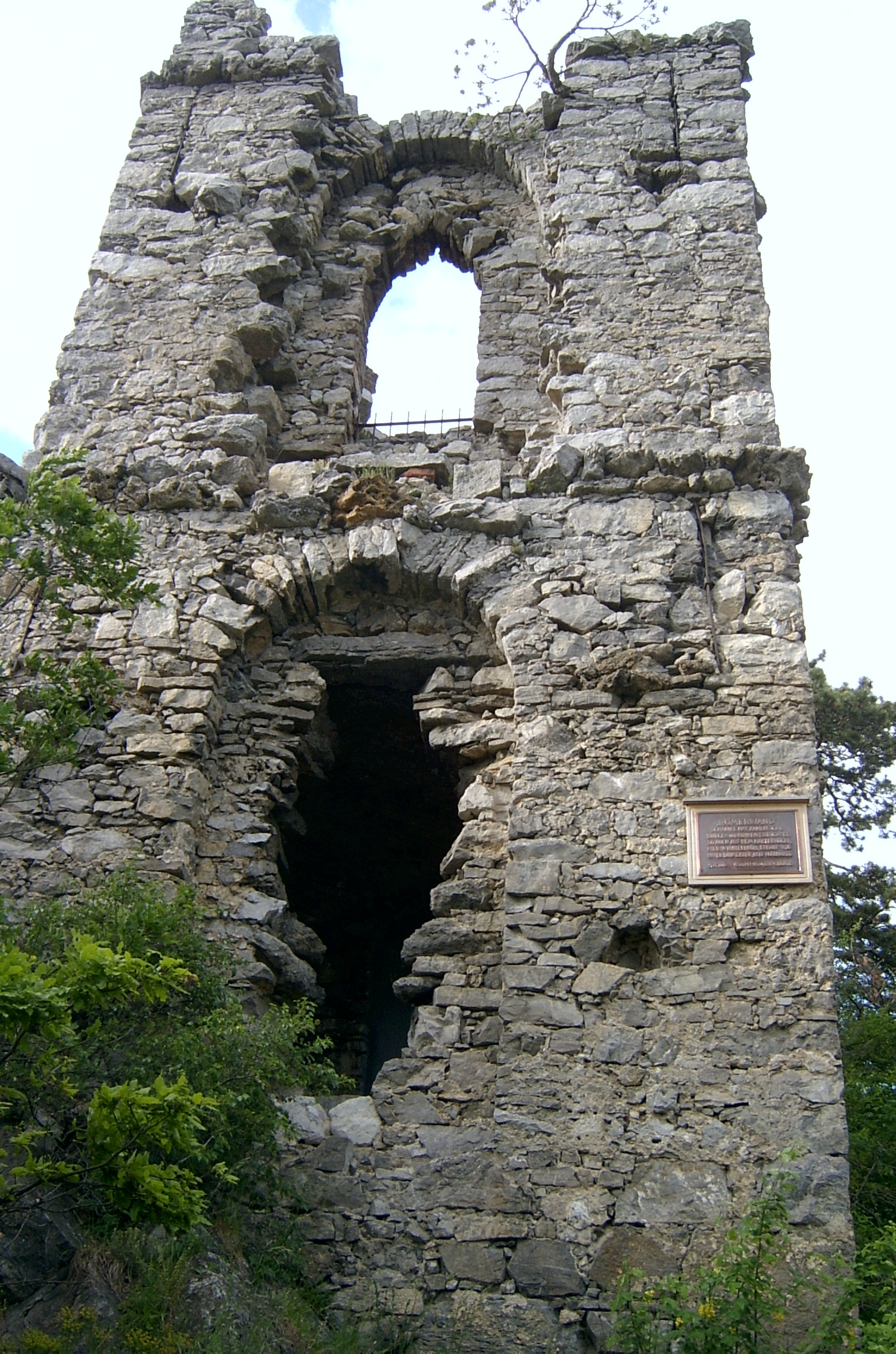
Römerwand, construida por Johann I. de Liechtenstein
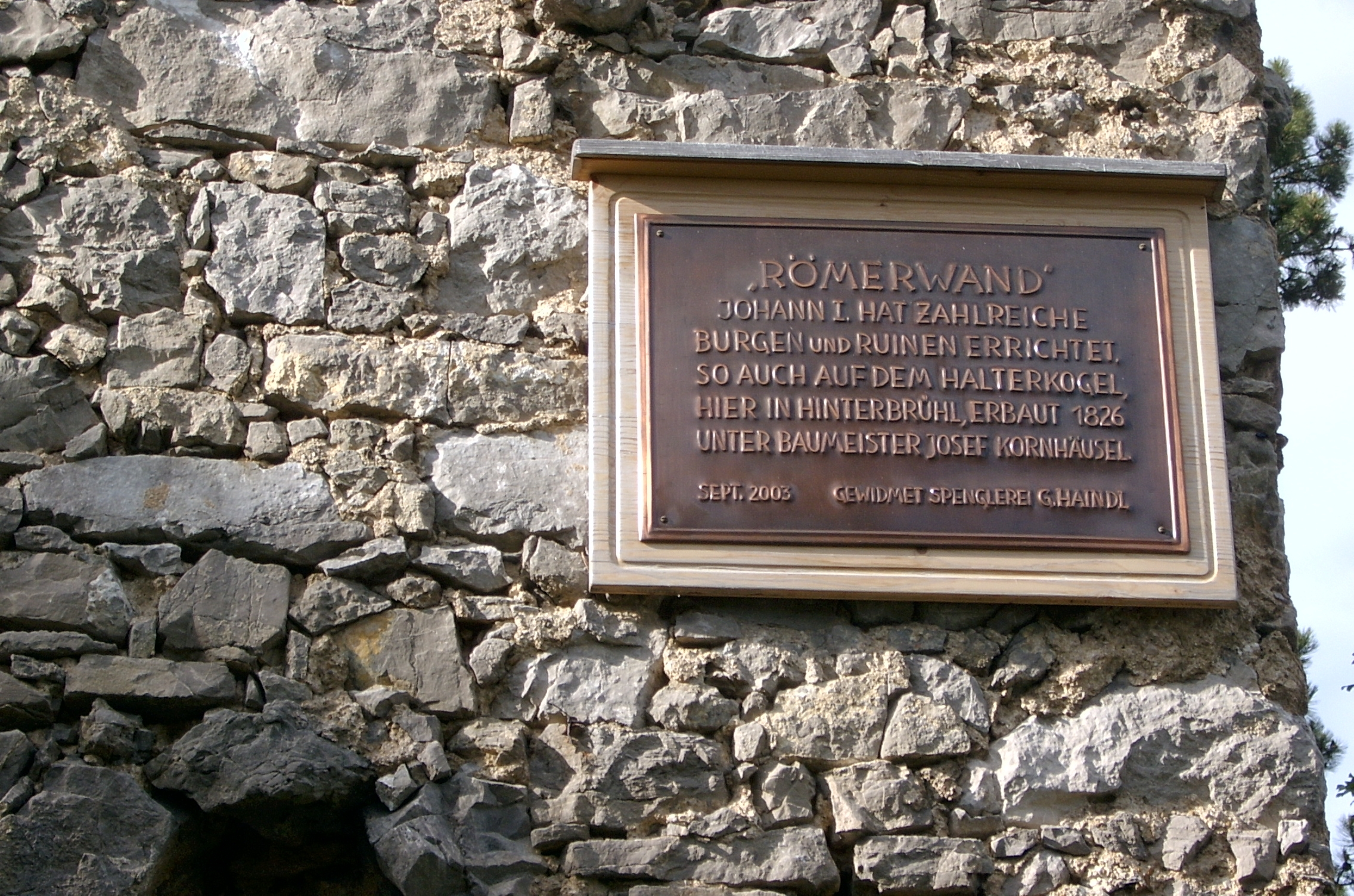
Placa conmemorativa en la Römerwand
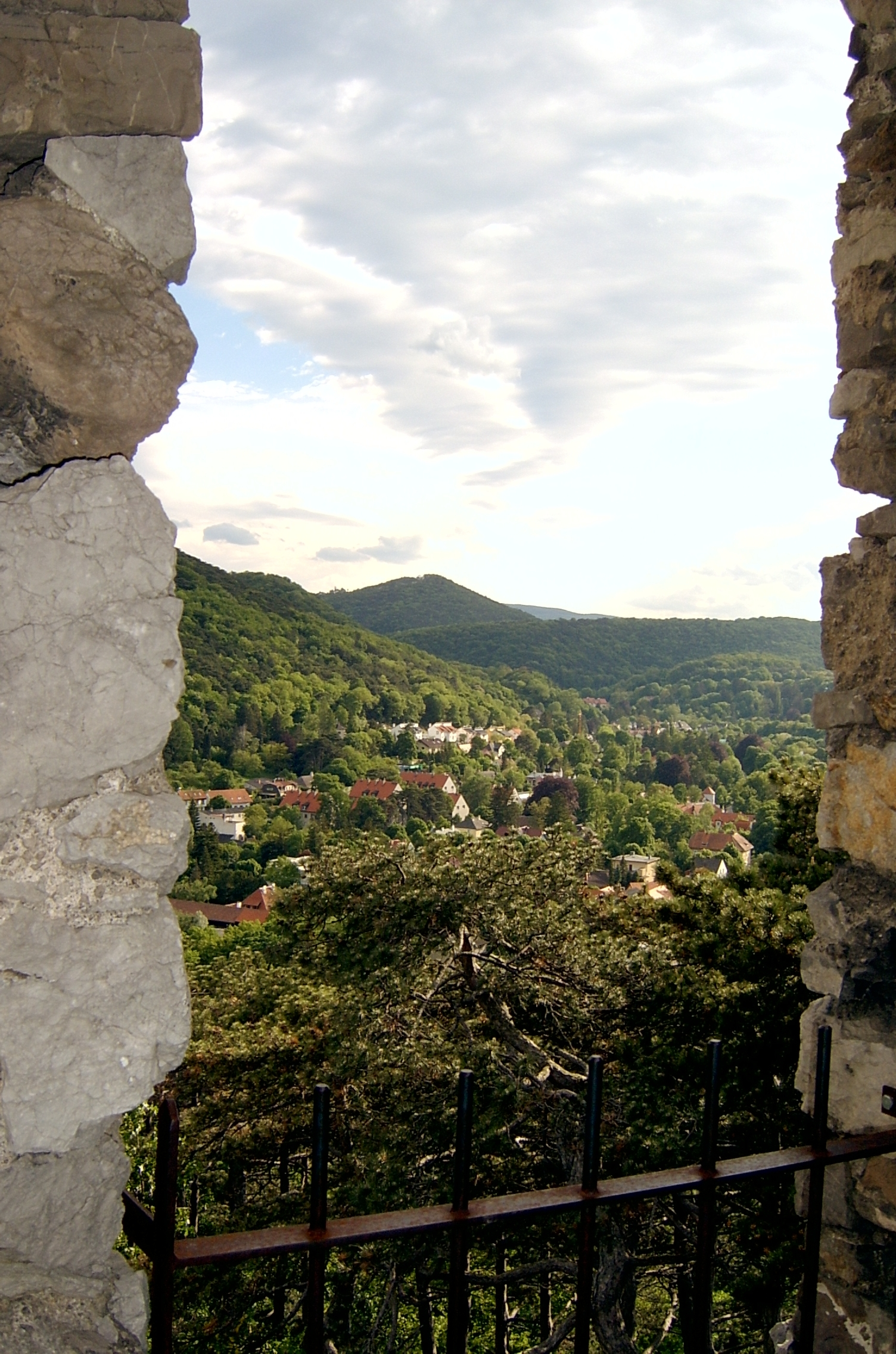
Vista de la Römerwand
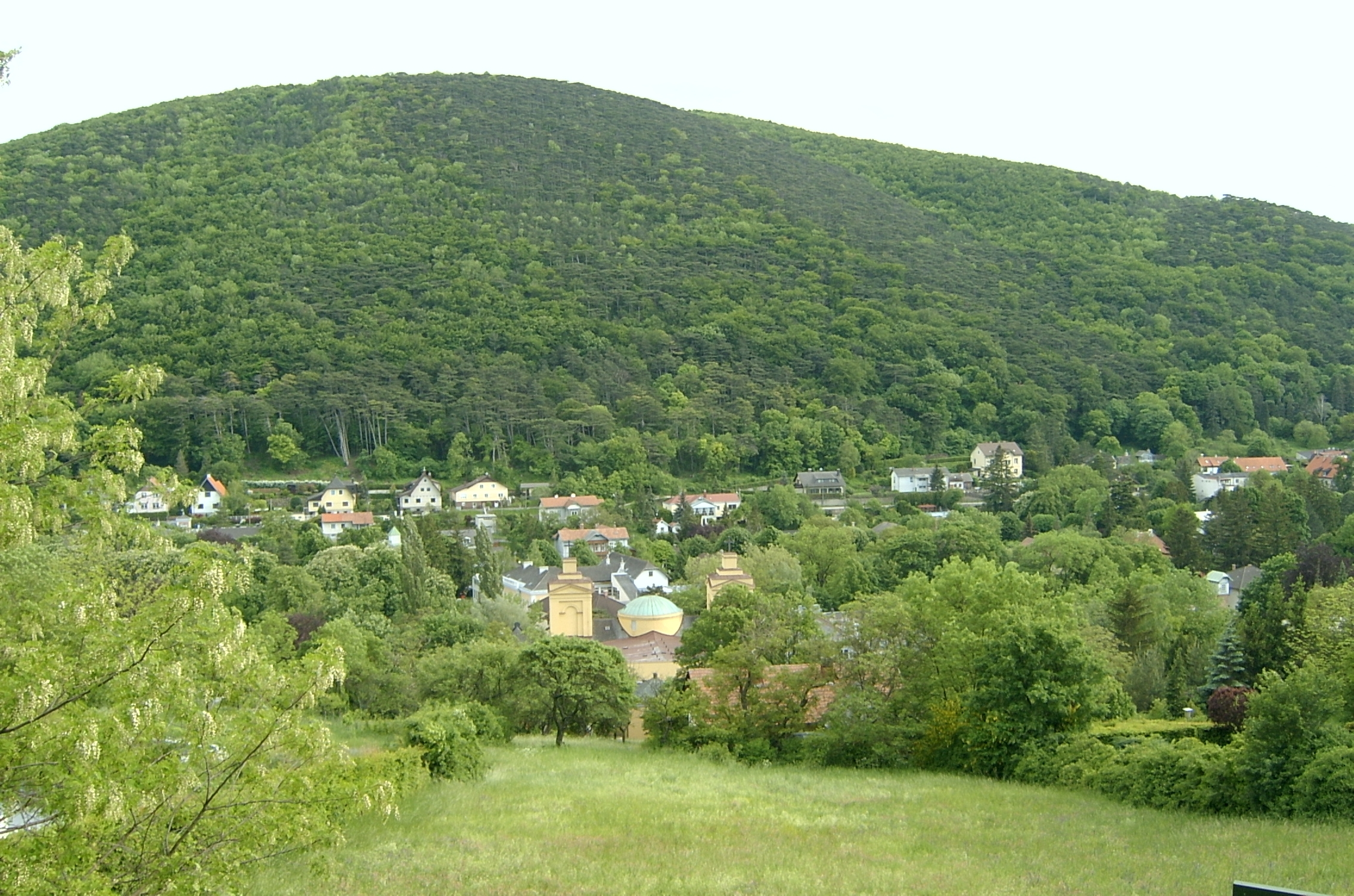
Vista de Hinterbrühl, en medio la Iglesia parroquial

### Escuelas
Cuenta con una Volkschule, Hauptschule y una Escuela de enseñanzas de la Salud, así como una Aldea infantil SOS. Junto con los municipios de Gaaden y Wienerwald se mantiene la Escuela Musical Schubert.

## Comunicaciones
Está junto a la Autopista A21 de circunvalación de Viena.
Hay medios públicos de transporte: autobuses y Ferrocarriles Austriacos (ÖBB), con correspondencia en Mödling.

## Economía
Esta población funciona básicamente como una ciudad residencial, debido a su cercanía a la gran ciudad: Viena. Una gran parte de los residentes circulan a diario entre la aglomeración vienesa y esta población. Las pocas empresas estaclecidas aquí cuentan principalmente con oficinas. Como resultado, los ingresos fiscales con que el municipio ha de hacer frente al mantenimiento de las infraestructuras.

## Personajes célebres
- Harald Cerny - futbolista austriaco, 48 partidos con la selección nacional
- Oskar Karlweis - Actor (1894 - 24 de enero de 1956)

Hinterbrühl fue lugar de residencia veraniega de muchas personalidades conocidas:
- Ludwig van Beethoven
- Franz Schubert, quien se cree que compuso en el Höldrichsmühle su canción Am Brunnen vor dem Tore.
- Ferdinand Georg Waldmüller, que murió aquí en el antiguo Helmstreitmühle. En la zona encontró numerosos temas para sus cuadros. En el año 1965 tuvo lugar aquí una exposición del Estado de la Baja Austria.